# 분 (어사대부)
분(蚡, ? ~ ?) 또는 개(介)는 전한 중기의 관료이다. ‘분’과 ‘개’ 모두 이름자로, 성씨는 알 수 없다.

## 행적
경제 4년(기원전 153년), 어사대부에 임명되었다.

## 출전
- 사마천, 《사기》 권22 한흥이래장상명신연표
- 반고, 《한서》 권19하 백관공경표 下